# 스즈키
스즈키 주식회사(일본어: スズキ株式会社, 영어: Suzuki Motor Corporation, 문화어: 스즈끼 주식회사)는 소형차 전문의 일본 다국적 자동차 회사이다. 모터사이클을 비롯한 ATV, 소형 선박 엔진, 휠체어 등 다양한 종류의 소형 엔진(Internal Combustion engines)을 생산하고 있다. 혼다와 함께 전 세계 바이크 시장을 효성기계공업(현 KR모터스)에 모터사이클 제조에 필요한 기술을 제공하였다. 세계에서 12번째로 큰 자동차 회사이며, 4만 5천 명 이상의 직원을 고용하고 있다. 또한 35개의 생산 공장을 23개국에서 운영하고 있으며, 192개국에 133개의 지점을 갖고 있다.

## 차종
- 알토
- 왜건 R
- 솔리오
- 어크로스
- 스웨이스

## 같이 보기
- 제너럴 모터스